# Duttaphrynus himalayanus
Duttaphrynus himalayanus är en groddjursart som först beskrevs av Günther 1864.  Duttaphrynus himalayanus ingår i släktet Duttaphrynus och familjen paddor. IUCN kategoriserar arten globalt som livskraftig. Inga underarter finns listade i Catalogue of Life.